# Łazarz Zografos
Łazarz, gr. Λάζαρος, przydomek Zografos, gr. Ζωγράφος, dosł. „Malarz” (ur. 17 listopada 810 w starożytnej Armenii, zm. prawdop. 28 września 865 w Rzymie) – bizantyński mnich bazyliański, ikonograf i święty chrześcijański z IX wieku . Znany jest również jako Łazarz Konstantynopolitański, Łazarz Malarz i Łazarz Ikonograf. Żył w trakcie drugiej fali ikonoklazmu bizantyńskiego. Łazarz był pierwszym człowiekiem, który został otoczony kultem świętego konkretnie jako ikonograf. Następną taką postacią była dopiero św. Katarzyna Bolońska.

## Życiorys
Łazarz został mnichem w młodym wieku i uważa się, że studiował sztukę malarstwa w klasztorze Studion w Konstantynopolu. Odnotowano tam, że Łazarz posiada następujące cnoty: miłość do Chrystusa, ascetyzm, modlitwa i odrzucenie marności świata. Został ponadto doceniony za swoje akty samokontroli, dyscypliny i jałmużny. Za życia był bardzo ceniony i znany ze swoich fresków. Używał wiary i rytuału jako środków do przelania swojej wewnętrznej kontemplacji na tworzone obrazy. Jego umiejętność malowania ikon była postrzegana jako dar od Boga.
Za czasów panowania Teofila (829–842), ikonoklastycznego cesarza sprzeciwiającego się wszelkim świętym wizerunkom, Łazarz z uporem kontynuował swoje rzemiosło i zaczął przywracać ikony zniszczone przez heretyków. Teofil kazał więc odszukać Łazarza, który słynął wówczas z malarstwa, i zamierzał przykładnie go ukarać. Po kilkukrotnym poproszeniu o zaprzestanie malowania ikon, Łazarz został postawiony przed cesarzem, gdzie odmówił zniszczenia któregokolwiek ze stworzonych przez siebie dzieł. Cesarz wkrótce odkrył, że Łazarz był odporny na pochlebstwa i przekupstwa. Grożono mu wówczas karą śmierci, co w tamtych czasach nie było rzadkością dla zwolenników ikon (ikonodułów). Jednak Łazarz jako duchowny nie mógł zostać skazany na śmierć, więc zamiast tego został wtrącony do więzienia. Podczas pobytu w lochach był poddany tak „ciężkim torturom, że mięśnie wymieszały się z jego krwią”. Był bliski śmierci z powodu ran, ale wyzdrowiał. Następnie zaczął malować święte obrazy na ścianach celi więziennej. Słysząc o tym, Teofil wydał rozkaz, aby „nałożyć na [jego] dłonie arkusze rozgrzanego do czerwoności żelaza, w wyniku czego [Łazarz] stracił przytomność i leżał na wpół martwy”.
Gdy Łazarz leżał na łożu śmierci, cesarzowa Teodora, ikonodula, przekonała Teofila, by uwolnił mnicha z więzienia. Łazarz znalazł schronienie w Tou Foberou, odosobnionym kościele św. Jana Chrzciciela, zlokalizowanym niegdyś w Foberos na azjatyckim brzegu Bosforu. Uważa się, że świątynia ta kiedyś funkcjonowała jako cesarski klasztor, w którym mieszkało aż stu siedemdziesięciu mnichów. Po śmierci Teofila w 842 roku Teodora poprosiła Łazarza o wybaczenie uczynków jej męża, na co ten odpowiedział: „Bóg nie jest tak niesprawiedliwy, o cesarzowo, aby zapomnieć o naszej miłości i trudach dla niego, a przywiązywać większą wagę do nienawiści i niezwykłego szaleństwa tego człowieka”. Łazarz służył jako wzór wytrwałości dla tych, którzy cierpieli z powodu prześladowań ze strony ikonoklastów.
Po przywróceniu kultu ikon w Bizancjum w 843 roku Łazarz mógł znów swobodnie kontynuować swoje rzemiosło. Pomimo odniesionych w więzieniu ran, w tym okresie podobno namalował duży fresk św. Jana w klasztorze Foberos. Ta ikona była ponoć znana z tego, że miała moc czynienia cudów i uzdrawiania. W tym samym roku mnich odrestaurował słynny portret Chrystusa, znany jako Christos Chalkites (Chrystus z Chalke) nad Bramą Chalke, uroczystym wejściem do Wielkiego Pałacu w Konstantynopolu. Żadne z tych dwóch dzieł nie przetrwało do obecnych czasów. Łazarz został również wyznaczony do wykonania mozaikowej dekoracji absydy świątyni Hagia Sofia, według relacji pielgrzyma Antoniego, biskupa nowogrodzkiego podczas wizyty w Konstantynopolu. Antoni opisał mozaikę jako przedstawiającą Matkę Bożą trzymającą Dzieciątko Jezus otoczone przez dwa anioły. Mieli widzieć ją również cesarz Bazyli I, jak i Michał III (842–867) przed jego śmiercią w tym samym roku. Jednak relacje te datowane są na kilka wieków później na ok. 1200.
W 856 roku Łazarz służył jako emisariusz Michała III, syna Teofila i Teodory, który wysłał go do papieża Benedykta III w celu omówienia możliwości pojednania pomiędzy Kościołem katolickim w Rzymie, a Kościołem ortodoksyjnym Konstantynopola, gdyż po niedawnym ikonoklazmie relacje pomiędzy nimi były bardzo napięte. W 865 roku, podczas swojej drugiej misji u papieża, Łazarz zmarł w Rzymie, prawdopodobnie 28 września, chociaż Raymond Janin kwestionuje tę datę. Został pochowany w klasztorze Ewanderes pod Konstantynopolem.
Wspomnienie liturgiczne św. Łazarza Zografosa przypada na 17 listopada w Kościołach prawosławnych, a 23 lutego w Kościele katolickim.